# Heraei
Les muntanyes Heraei (llatí Heraei Montes, grec Heraia ore) és el nom antic d'una serralada de Sicília esmentada per Diòdor que no indica la seva posició; Vibius diu que a aquestes muntanyes naixia el riu Chrysas el que indica que eren les muntanyes que corren per tot el nord de Sicília des Messina a Palerm. La part central fou coneguda com a Mons Nebrodes, i és avui el Monte Mandonia; és coberta encara de boscos i la zona és coneguda avui com a Bosco di Caronia. Continuava a l'est amb la zona coneguda per Mons Neptunius, i la seva final oriental era el promontori de Pelorus. El punt més alt és el puig Sori, que no arriba als dos mil metres.